# Gustav Michels
Gustav Michels (* 21. Juli 1836 in Köln; † 24. Juli 1909 ebenda) war ein deutscher Kaufmann und Präsident der Kölner Handelskammer.

## Leben

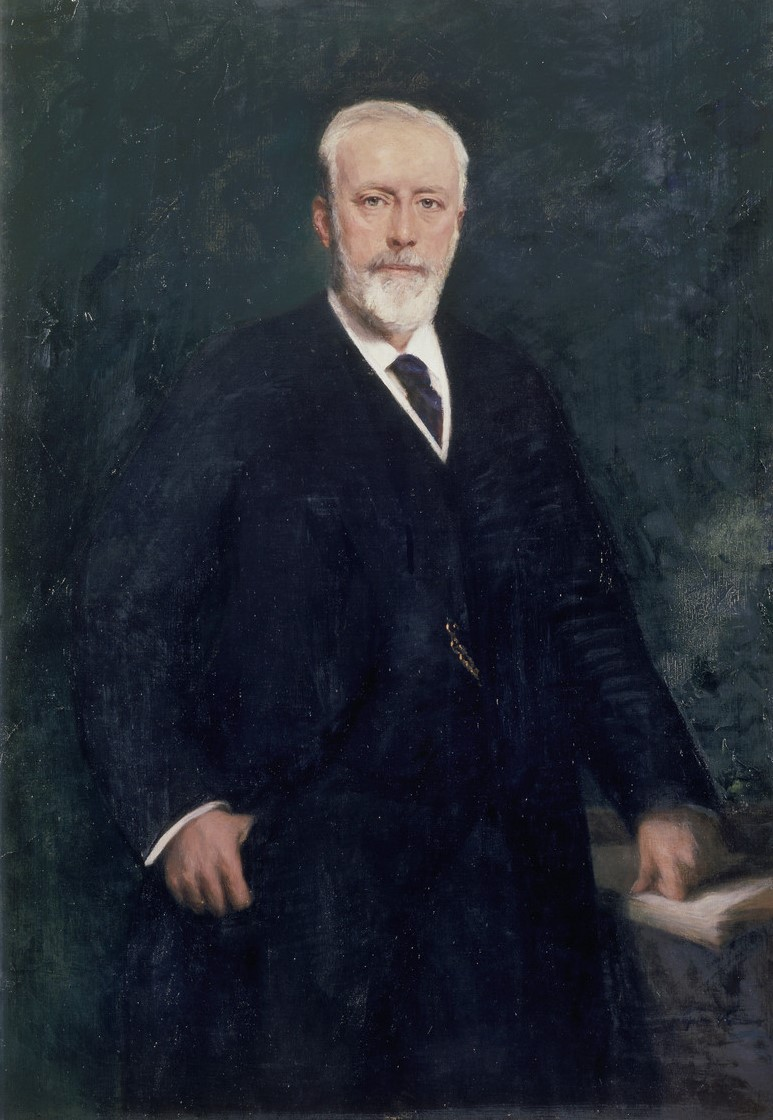
Sophie Koner: Bildnis Gustav Michels, um 1900

Gustav Michels entstammte einer Kölner Großbürgerfamilie. Diese betrieb den bedeutendsten Woll- und Tuchhandel der Stadt. Der Vater war der Kaufmann Peter Michels (1801–1870), der auch Mitglied der ersten Kammer des preußischen Landtages war. Die Mutter war Constanze, geb. van Halen (1810–1881). 
Er trat in den väterlichen Betrieb zunächst als Beschäftigter und später als Teilhaber ein. Diese wirtschaftliche Basis nutzte er für ein weiteres ökonomisches und politisches Handeln. Michels wurde 1872 Mitbegründer der Rhenanina-Versicherungs AG als einer der ersten Unfallversicherungen nach Einführung des Reichshaftpflichtgesetzes. Er war auch Mitglied des Vorstandes der Gesellschaft. Er wurde Aufsichtsratsvorsitzender des A. Schaffhausenschen Bankvereins und bei der Rheinisch-Westfälischen Bodenkreditbank. Daneben war er auch Mitglied in zahlreichen weiteren Aufsichtsräten. 
Seit 1875 gehörte er der Kölner Handelskammer an. Im Jahr 1880 wurde er stellvertretender Vorsitzender und 1891 Präsident der Einrichtung. Seit 1878 vertrat er die Interessen der Kammer im ständigen Ausschuss des Deutschen Handelstages. 
Michels war seit 1878 auch Mitglied der Kölner Stadtverordnetenversammlung. Seit 1888 gehörte er dem Rheinischen Provinziallandtag an. Er war politisch nationalliberal eingestellt. Im Jahr 1901 wurde er in das preußische Herrenhaus berufen. 
Er hat in der Rheinschifffahrtskommission mitgearbeitet. Außerdem war er an dem Entfestigungsvertrag von 1905 zwischen der Stadt Köln und Preußen beteiligt. Daneben nahm er Einfluss auf die Gestaltung des deutschen Versicherungsrechts. Michels hat den Vorstoß von Gustav von Mevissen zur Gründung einer Handelshochschule in Köln unterstützt und gehörte später dem Kuratorium der Einrichtung an.
Michels starb 1909 drei Tage nach seinem 73. Geburtstag. Er wurde in der Familiengrabstätte auf dem Kölner Melaten-Friedhof beigesetzt.